# Danh sách cầu thủ tham dự Cúp bóng đá châu Phi 1959
Dưới đây là danh sách các đội hình tham dự Cúp bóng đá châu Phi 1959.

## Ai Cập
Huấn luyện viên:  Pál Titkos

| Số | VT | Cầu thủ            | Ngày sinh (tuổi)           | Trận | Bàn | Câu lạc bộ\| |
| -- | -- | ------------------ | -------------------------- | ---- | --- | ------------ |
|    | TM | Adel Hekal         | 23 tháng 3, 1934 (25 tuổi) |      |     | Al-Ahly      |
|    | HV | Tarek Selim        | 15 tháng 7, 1937 (21 tuổi) |      |     | Al-Ahly      |
|    | HV | Yakan Hussein      | 12 tháng 9, 1934 (24 tuổi) |      |     | Zamalek      |
|    | HV | Mimi El-Sherbini   | 26 tháng 7, 1937 (21 tuổi) |      |     | Al-Ahly      |
|    | TV | Gomaa Farag        |                            |      |     |              |
|    | TV | Saleh Selim        | 11 tháng 9, 1930 (28 tuổi) |      |     | Al-Ahly      |
|    | TV | Rifaat El-Fanagily | 1 tháng 5, 1936 (23 tuổi)  |      |     | Al-Ahly      |
|    | TV | Mahmoud El-Shaghby |                            |      |     |              |
|    | TV | Mohei Sharshar     |                            |      |     |              |
|    | TĐ | Essam Baheeg       | 26 tháng 2, 1931 (28 tuổi) |      |     | Zamalek      |
|    | TĐ | Mahmoud El-Gohary  | 20 tháng 2, 1938 (21 tuổi) |      |     | Al-Ahly      |
|    | TĐ | Sherif El-Far      | 1 tháng 5, 1928 (31 tuổi)  |      |     | Zamalek      |
|    | TĐ | Taha Ismail        | 8 tháng 2, 1939 (20 tuổi)  |      |     | Al-Ahly      |
|    | TĐ | Alaa El-Hamouly    | 4 tháng 7, 1930 (28 tuổi)  |      |     | Zamalek      |

## Ethiopia
Huấn luyện viên:  Jiří Starosta

| Số | VT | Cầu thủ                | Ngày sinh (tuổi) | Trận | Bàn | Câu lạc bộ\| |
| -- | -- | ---------------------- | ---------------- | ---- | --- | ------------ |
|    | TM | Mikael Gila            |                  |      |     |              |
|    | HV | Abdulkader Ahmed       |                  |      |     |              |
|    | HV | Wolde-Emmanuel Fesseha |                  |      |     |              |
|    | HV | Mohamed Awad           |                  |      |     |              |
|    | HV | Girmaye Fikre Mariam   |                  |      |     |              |
|    | TV | Gebre-Medhin Tesfayé   |                  |      |     |              |
|    | TV | Mekouria Tadesse       |                  |      |     |              |
|    | TV | Omer Royale            |                  |      |     |              |
|    | TV | Nassir Berhe           |                  |      |     |              |
|    | TV | Mengistu Worku         | 1940             |      |     | Saint George |
|    | TV | Araya Kiflom           |                  |      |     |              |
|    | TĐ | Haile Mariam           |                  |      |     |              |
|    | TĐ | Girmaye Tessema        |                  |      |     |              |
|    | TĐ | Ayele Tessema          |                  |      |     |              |

## Sudan
Huấn luyện viên:  József Háda

| Số | VT | Cầu thủ                        | Ngày sinh (tuổi) | Trận | Bàn | Câu lạc bộ\|          |
| -- | -- | ------------------------------ | ---------------- | ---- | --- | --------------------- |
|    | TM | Eid "Sabbit" Dudu Damor        | 1930             |      |     | Al-Hilal Club         |
|    | TM | Samir Mohammed Ali             |                  |      |     | Al Ahli SC (Khartoum) |
|    | HV | Mansour Ramadane               |                  |      |     | Al-Merreikh SC        |
|    | HV | Ibrahim El-Kabir               |                  |      |     | Al Ahli SC (Khartoum) |
|    | HV | Hassan Mohammed Abdullah       |                  |      |     | Al-Merreikh SC        |
|    | HV | Mutawakil Mohammed El-Bashir   |                  |      |     | Al-Merreikh SC        |
|    | TV | Suleiman Difalla Al-Mahina     |                  |      |     | Al-Mourada SC         |
|    | HV | Boraî Bashir                   | 1932             |      |     | Al-Merreikh SC        |
|    | TV | Al-Hedi Syam                   |                  |      |     | Al-Hilal              |
|    | HV | Dim El-Kebir (C)               |                  |      |     | Al-Hilal              |
|    | TV | Mahmoud Al-Zoubeir             |                  |      |     | Al-Mourada SC         |
|    | TĐ | Siddiq Manzul (C)              | 1932             |      |     | Al-Hilal Club         |
|    | TĐ | Abdul-Muttalib "Drissa" Naser  |                  |      |     | Al-Hilal              |
|    | TĐ | Omar Ettoum                    |                  |      |     | Al-Mourada SC         |
|    | TĐ | Abdellah Wahaga                |                  |      |     | Al-Hilal Club         |
|    |    | Othman Abdel-Latif             |                  |      |     | Al-Tahrir Club        |
|    |    | Ahmed Jadin                    |                  |      |     | Obeid Club            |
|    |    | Hassan El-Tayyib               |                  |      |     | Al-Ittihad Baharia    |
|    |    | Hamad "Al-Boudi" Ibrahim Kamel |                  |      |     | Alamal SC Atbara      |